# Boulaide
Boulaide (lb. Bauschelt, niem. Bauschleiden) – miejscowość i gmina (gemeng / commune / Gemeinde) w zachodnim Luksemburgu, w kantonie Wiltz. Do 3 października 2015 gmina leżała w dystrykcie Diekirch. Siedziba administracyjna gminy znajduje się w miejscowości Boulaide. Liczy 1499 mieszkańców (1 stycznia 2023).

## Podział administracyjny
Do gminy należy siedem miejscowości, w tym trzy (Uertschaft) oraz cztery lieu-dit: 
1. Baschleiden (Baschelt)
2. Boulaide (Bauschelt / Bauschleiden)
3. Boulaide-Moulin (Bauschelter Millen / Bauschleidermühle), lieu-dit
4. Flebour (Fléiber), lieu-dit
5. Poteau de Harlange (Hareler Poteau), lieu-dit
6. Schaulsmühle (Schaulsmillen), lieu-dit
7. Surré (Sir / Syr)